# Pasaporte (banda)
Pasaporte es una banda Bogotana de rock en español y new wave, originalmente integrada por Elsa Riveros como vocalista líder, Pablo Tedeschi en los teclados y coros, Roberto Uricoechea en el bajo y Lila Jaramillo en teclados y coros, a quienes posteriormente se sumó Sergio Solano, como guitarrista. El grupo surgió a finales de la década de 1980 siendo uno de los grupos más destacados del boom del rock en español en Argentina. Después de desintegrarse en la década de 1990, y luego de un hiato de 18 años, Riveros, Tedeschi y Jaramillo se reunieron de nuevo, y bajo la producción de Pablo Tedeschi produjeron nuevo material, que sería el nuevo disco de Pasaporte en el año 2009. Sin embargo, este nuevo trabajo aun (finales de 2011) no ha salido al público y el grupo parece estar del todo disuelto.

## Historia
Pasaporte grabó un primer disco en 1988, titulado como la banda, logrando posicionar su música en las principales emisoras juveniles del país con éxitos como "Igor y Penelope" que sería también el primer videoclip dirigido por Simón Brand; otros éxitos de este álbum fueron "Desertores", y "Castillos en el aire". Esta grabación fue escogida en 2007 dentro de los 25 discos colombianos más importantes del último cuarto del siglo XX por la revista Semana.
En 1988 Pasaporte llegó a ser junto con Compañía Ilimitada las únicas dos bandas colombianas elegidas para el recordado "Concierto de Conciertos" que reunía en Bogotá a varios de los artistas más importantes del momento del Rock en español como Miguel Mateos y Los Prisioneros.
En 1989 Pasaporte graba un segundo álbum titulado Un día X. Para este álbum la banda trabajó con el productor argentino Cachorro López quien logró que grabaran una canción junto a Andrés Calamaro titulada "Lejos de aquí". Este álbum se tardó un año en salir al mercado por diversos inconvenientes; esto, sumado a que el grupo se vio profundamente afectado por la situación de violencia del país, hizo que los integrantes poco a poco perdieran el interés en continuar, y en junio de 1990 Elsa Riveros, Sergio Solano y Pablo Tedeschi, los miembros que aun permanecían, decidieron separarse.
En 1992 Elsa grabó la canción "Desvanecer" junto a Andrés Cepeda y su banda Poligamia. Producido por Pablo Tedeschi, el tema fue incluido en el primer álbum de dicha agrupación convirtiéndose en un éxito radial de la época.

### Regreso
En 2009 Pasaporte, bajo la producción de Pablo Tedeschi grabó diez canciones, que incluía versiones nuevas de aquellas que habían hecho famosa a la banda en la década de 1980, más unas nuevas. Se proyectó lanzar como primer sencillo una nueva versión de la balada clásica "Desertores", escrita por el barranquillero Bruno Mancini, grabada a dúo con Andrés Cepeda, sin embargo, en 2011 el álbum no ha salido al mercado y el grupo está actualmente (2011) disuelto, debido a discrepancias internas sobre el propósito del reencuentro. Se especula que tal vez las canciones grabadas formen parte de un proyecto solista de Elsa Riveros. Según Elsa,  uno de los principales promotores de su regreso fue el cantante Juanes quien al reconocer a Elsa en un concierto que este daba en Washington D. C. donde Riveros reside, le manifestó lo influyente que Pasaporte había sido para él al inicio de su carrera.

## Discografía

### Álbumes de estudio
- Pasaporte. WEA, 1988
- Un día X. Sonolux, 1990
- (Título por confirmar), 2009

### Videoclips
- Ígor y Penélope (1988)
- Ni con plegarias (1989)